# آئودی رودجت

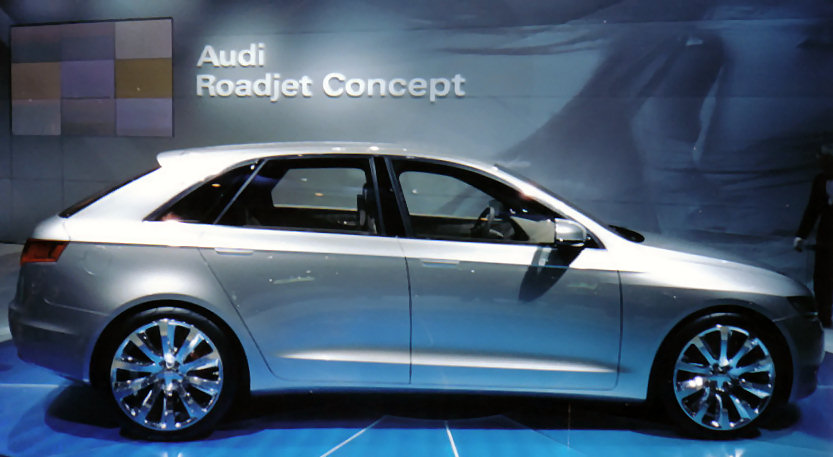

آئودی رودجت (Audi Roadjet) خودرویی است که در آلمان تولید شده‌است. طراحی آن موتور جلو، خودرو چهار چرخ محرک بوده است.